# Eleições legislativas na Grécia em junho de 2023
As eleições legislativas antecipadas na Grécia vão ser realizadas em 25 de junho, estando em causa a eleição dos 300 assentos do Parlamento Helênico.
O primeiro-ministro Kyriakos Mitsotakis convocou estas eleições antecipadas logo após as eleições em maio de 2023 após nenhum partido ter conseguido a maioria parlamentar, embora a Nova Democracia de Mitsotakis tenha conseguido uma vitória inesperadamente ampla. Como resultado, não foi formado nenhum governo de coligação entre os partidos com assentos parlamentares.
Ao contrário das eleições de maio, estas eleições irão ter um bónus de assentos para o partido vencedor, tornando mais provável a possibilidade de um governo com maioria absoluta.

## Partidos Principais
Os partidos apresentados são os que, segundo as sondagens, poderão eleger deputados:
| Partido | Partido                                   | Líder                | Ideologia                 | Espectro         |
| ------- | ----------------------------------------- | -------------------- | ------------------------- | ---------------- |
|         | Nova Democracia                           | Kyriakos Mitsotakis  | Conservadorismo liberal   | Centro-direita   |
|         | SYRIZA                                    | Aléxis Tsípras       | Socialismo democrático    | Esquerda         |
|         | PASOK - Movimento pela Mudança            | Nikos Androulakis    | Social-democracia         | Centro-esquerda  |
|         | Partido Comunista da Grécia               | Dimitris Koutsoumpas | Comunismo                 | Extrema-esquerda |
|         | Solução Grega                             | Kyriakos Velopoulos  | Conservadorismo nacional  | Direita          |
|         | Vitória                                   | Dimitris Natsios     | Fundamentalismo religioso | Extrema-direita  |
|         | Rumo da Liberdade                         | Zoe Konstantopoulou  | Nacionalismo de esquerda  | Antissistema     |
|         | Frente da Desobediência Realista Europeia | Yanis Varoufakis     | Progressismo              | Esquerda         |
|         | Espartanos                                | Vasilis Stigkas      | Ultranacionalismo         | Extrema-direita  |

## Resultados Oficiais
| Partido                     | Partido                                   | Votos                                             | %                                                 | +/-                                               | Deputados                                         | +/-                                               |
| --------------------------- | ----------------------------------------- | ------------------------------------------------- | ------------------------------------------------- | ------------------------------------------------- | ------------------------------------------------- | ------------------------------------------------- |
|                             | Nova Democracia                           | 2.111.630                                         | 40,55%                                            | 0,24                                              | 158 / 300                                         | 12                                                |
|                             | SYRIZA                                    | 928.874                                           | 17,84%                                            | 2,23                                              | 47 / 300                                          | 23                                                |
|                             | PASOK - Movimento pela Mudança            | 617.024                                           | 11,85%                                            | 0,39                                              | 32 / 300                                          | 9                                                 |
|                             | Partido Comunista da Grécia               | 400.414                                           | 7,69%                                             | 0,46                                              | 20 / 300                                          | 6                                                 |
|                             | Espartanos                                | 241.631                                           | 4,64%                                             | Novo                                              | 12 / 300                                          | Novo                                              |
|                             | Solução Grega                             | 231.313                                           | 4,45%                                             | 0,01                                              | 12 / 300                                          | 4                                                 |
|                             | Vitória                                   | 192.061                                           | 3,69%                                             | 0,77                                              | 10 / 300                                          | Novo                                              |
|                             | Rumo da Liberdade                         | 164.996                                           | 3,17%                                             | 0,28                                              | 8 / 300                                           | Novo                                              |
| Barreira Eleitoral de 3,00% |                                           |                                                   |                                                   |                                                   |                                                   |                                                   |
|                             | Frente da Desobediência Realista Europeia | 129.517                                           | 2,49%                                             | 0,14                                              | 0 / 300                                           | Estável                                           |
|                             | Outros (com menos de 1,00%)               | 190.127                                           | 3,65%                                             |                                                   | 0 / 300                                           |                                                   |
|                             |                                           |                                                   |                                                   |                                                   |                                                   |                                                   |
| Votos inválidos             | Votos inválidos                           | 32.188                                            | 0,61%                                             | 1,42                                              |                                                   |                                                   |
| Votos brancos               | Votos brancos                             | 26.257                                            | 0,50%                                             | 0,08                                              |                                                   |                                                   |
| Votos válidos               | Votos válidos                             | 5.207.587                                         | 98,89%                                            | 1,50                                              | 300 / 300                                         | 300 / 300                                         |
|                             |                                           |                                                   |                                                   |                                                   |                                                   |                                                   |
| Participação                | Participação                              | 5.266.032                                         | 52,83%                                            | 8,11                                              |                                                   |                                                   |
| Abstenção                   | Abstenção                                 | 4.702.684                                         | 47,17%                                            | 8,11                                              |                                                   |                                                   |
| Eleitorado                  | Eleitorado                                | 9.968.716                                         | 100,00%                                           |                                                   |                                                   |                                                   |
|                             |                                           |                                                   |                                                   |                                                   |                                                   |                                                   |
| Fonte                       | Fonte                                     | Ministério do Interior da Grécia (99,61% apurado) | Ministério do Interior da Grécia (99,61% apurado) | Ministério do Interior da Grécia (99,61% apurado) | Ministério do Interior da Grécia (99,61% apurado) | Ministério do Interior da Grécia (99,61% apurado) |